# Z30-as zónázó személyvonat
A Z30-as zónázó személyvonat egy budapesti elővárosi vonat Budapest-Déli és Martonvásár, illetve Székesfehérvár között. Vonatszámuk 45-tel (a Martonvásárig közlekedő betétjáratoknak 46-tal) kezdődik.

## Járművek
A vonalon egy kivételével kizárólag Stadler FLIRT vonatok járnak. Kora reggel napi 1 Budapest felé TRAXX által vontatott többnyire halberstadti kocsikból valamint egy IC kocsi is közlekedik.

## Története
2013-ban elkezdték bevezetni a viszonylatjelzéseket a budapesti vasútvonalakon. Az augusztusi próbaüzemet követően december 15-től a Déli pályaudvarra érkező összes vonat S-, G- vagy Z- előtagot (Személy, Gyors, Zónázó) és kétjegyű számból álló utótagot kapott. Utóbbit a vasútvonal számozása alapján, így lett a 30 vasútvonalon közlekedő újonnan bevezetett zónázó járat neve Z30-as. A vonat 2013. december 15-e óta közlekedik ezen a néven, félóránkénti követéssel, a vonatok fele Martonvásárig, a másik fele Székesfehérvárig jár.
2018. február 15-étől 2019. március 31-ig Kelenföld és Érd felső szakaszon pályafelújítás miatt a martonvásári betétjáratok módosított menetrend szerint közlekedtek. A vonatok helyett az S40-es és S42-es személyvonatok pótolták. Valamint egyes székesfehérvári vonatok TRAXX vagy V43-as mozdony által vontatott halberstadti kocsikkal és vezérlőkocsival (Bybdtee) voltak kiadva.
2021. december 13-átől munkanapokon Tárnokról Budapestre közlekedő jelzés nélküli zónázó személyvonatok is megkapják a Z30-as jelzést.
2023. augusztus 28-ától munkanapokon a Tárnokról induló járatok megszűnek, helyettük a Pusztaszabolcs felől érkező  G40-esek közlekednek.

## Útvonala
A vonat jelenleg ütemes menetrend szerint, óránként jár Budapest-Déli pályaudvartól Székesfehérvár vasútállomásig. Munkanapokon Martonvásárig is óránként közlekedik, így ilyenkor félórás ütem biztosított Budapest és Martonvásár között.
| Az átszállási kapcsolatok között az azonos útvonalon, de sűrűbb megállási renddel közlekedő S30 -as, S34 -es és S35 -ös személyvonat nincs feltüntetve. |                           |          | |
| Perc (↓) | Állomás                   | Perc (↑) | Átszállási kapcsolatok |
| 0 | Budapest-Déli végállomás  | 61       | 17, 56, 56A, 59, 59A, 59B, 61 21, 21A, 39, 102, 139, 140, 140A, 221 770 S10 , S12 , G30 , S40 , Z40 , S42 , Z42 , IC, InterRégió, személyvonat, sebesvonat, |
| 7 | Budapest-Kelenföld        | 54       | 1, 19, 49 8E, 40, 40B, 40E, 53, 58, 87, 87A, 88, 88A, 101B, 101E, 108E, 141, 150, 150B, 153, 154, 172, 173, 187, 188, 188E, 250, 250B, 251, 251A, 251E, 272 689, 691, 710, 712, 715, 720, 722, 724, 725, 727, 731, 732, 734, 735, 736, 760, 762, 763, 764, 767, 770, 774, 775, 778, 779, 798, 799 S10 , G10 , S12 , G30 , S36 , S40 , G40 , Z40 , S42 , Z42 , G43 , G44 , IC, EC, EN, InterRégió, személyvonat, sebesvonat, gyorsvonat, expresszvonat, |
| 17 | Érd alsó                  | 41       | 700, 705, 710, 712, 715, 720, 722, 731, 733, 734, 735, 736, 738, 741, 742, 744, 745, 746, 755 1120, 1134 G30 , S36 , személyvonat, InterRégió |
| 21 | Tárnok                    | 37       | 741, 742 S36 , G43 , G44 |
| 27 | Martonvásár végállomás    | 30       | 702, 703, 704, 749, 759, 769, 8238 S36 , G43 , személyvonat |
| 30 | Baracska                  | 27       | 1 702, 8013 G43 |
| 33 | Pettend                   | 23       | G43 |
| 36 | Kápolnásnyék              | 21       | 718, 748, 749, 758 G43 , sebesvonat |
| 39 | Velence                   | 18       | 707, 716, 718, 747, 749, 757, 758 G30 , G43 , személyvonat, expresszvonat |
| 40 | Velencefürdő              | 16       | 707, 719, 747, 750, 757, 758, 759 G30 , G43 |
| 43 | Gárdony                   | 14       | 707, 716, 719, 747, 750, 757, 758, 759 G30 , G43 , személyvonat |
| 45 | Agárd                     | 11       | 707, 716, 719, 747, 750, 751, 757, 758, 759 G30 , G43 |
| 48 | Dinnyés                   | 8        | 719, 750, 758, 759 G43 |
| 59 | Székesfehérvár végállomás | 0        | 13, 13A, 13G, 13Y, 20, 30, 31, 31E, 32, 33, 34, 35, 36, 37, 38, 40, 41, 43, 44 Helyközi buszok G30 , G43 , S150 , S440 , IC, InterRégió, személyvonat, sebesvonat, expresszvonat |